# George Sykes (Politiker)

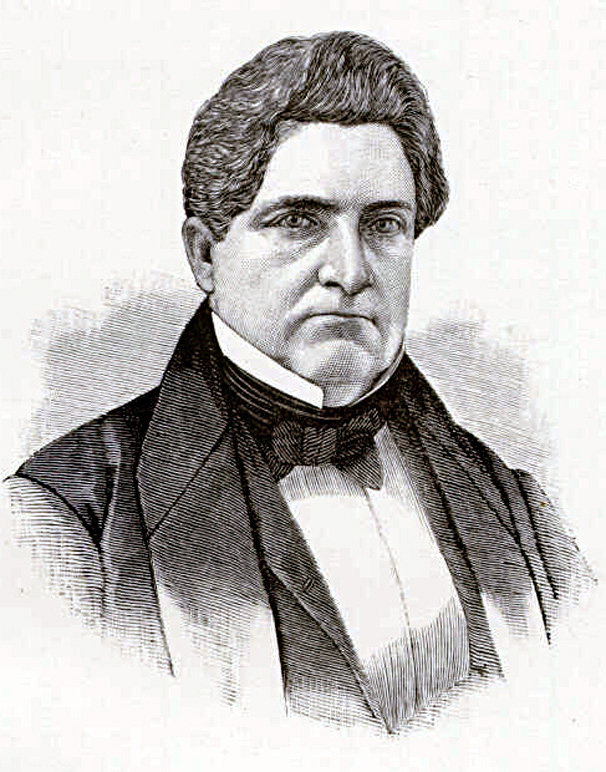
George Sykes

George Sykes (* 20. September 1802 bei Sykesville, Burlington County, New Jersey; † 25. Februar 1880 bei Columbia, New Jersey) war ein US-amerikanischer Politiker. Zwischen 1843 und 1847 vertrat er zwei Mal den Bundesstaat New Jersey im US-Repräsentantenhaus.

## Werdegang
George Sykes besuchte private Schulen und arbeitete danach in der Landvermessung sowie als Grundstücksmakler. Gleichzeitig begann er als Mitglied der Demokratischen Partei eine politische Laufbahn.
Bei den Kongresswahlen des Jahres 1842 wurde Sykes im zweiten Wahlbezirk von New Jersey in das US-Repräsentantenhaus in Washington, D.C. gewählt, wo er am 4. März 1843 die Nachfolge von John Bancker Aycrigg antrat. Bis zum 3. März 1845 konnte er zunächst eine Legislaturperiode im Kongress absolvieren. Dann wurde Samuel G. Wright von der Whig Party zu seinem Nachfolger gewählt. Nach dessen Tod am 30. Juli 1845 setzte sich Sykes bei der fälligen Nachwahl durch, woraufhin er zwischen dem 4. November 1845 und dem 3. März 1847 die angebrochene Legislaturperiode beendete. Diese Zeit war von den Ereignissen des Mexikanisch-Amerikanischen Krieges geprägt.
Nach dem Ende seiner Zeit im US-Repräsentantenhaus nahm George Sykes seine früheren Tätigkeiten wieder auf. Er wurde Mitglied im Council of Properties. Zwischen 1877 und 1879 war Sykes Abgeordneter in der New Jersey General Assembly. Er starb am 25. Februar 1880 nahe Columbia.